# Sergio Guerra
Sergio Guerra (Cesena, 23 aprile 1944 – Ravenna, 14 settembre 2015) è stato un pallavolista e allenatore di pallavolo italiano, fra i più vittoriosi di tutti i tempi.

## Carriera

### Giocatore

Guerra al Casadio Ravenna nel 1968

Esordisce nel 1963 nel Gruppo Sportivo Vigili del Fuoco Natale Casadio, fondato nello stesso anno da Angelo Costa e Cesare Sangiorgi. Segue la squadra nella sua scalata alle classifiche: parte dalla Serie C, poi nel 1964-65 è già in Serie B e dopo appena un anno approda in Serie A.
Nel 1968 entra nel giro della nazionale, assieme ai compagni di squadra Ricci e Bendandi. L'anno dopo viene rilevato dalla Virtus Bologna, con la quale dal 1969 al 1974 disputa cinque campionati nella massima serie. Successivamente ritorna in Romagna venendo tesserato dalla SPEM Faenza, con la quale disputa le ultime due stagioni da giocatore in Serie A.

### Allenatore
Chiamato alla fine degli anni 70 alla guida della società di volley femminile Olimpia Teodora dalla presidentessa e fondatrice Alfa Garavini, Guerra è artefice del ciclo di vittorie e scudetti più importante della storia della pallavolo femminile, tanto da valere, alla squadra di cui fu allenatore, l'inserimento nel Guinness dei primati per il numero di successi consecutivi.
Il binomio Guerra-Teodora è segnato anche dal trapianto nella nazionale italiana, che nel frattempo era stato chiamato a guidare, dell'ossatura della sua squadra: ben cinque giocatrici su sei delle Azzurre giocavano nell'Olimpia Teodora, guidate dalla palleggiatrice Manuela Benelli.
Numerosi furono i successi conseguiti dalle squadre di Guerra in campo nazionale e internazionale. Il ciclo inizia la sua fase calante con il naturale invecchiamento di una squadra che, per almeno metà della sua vita ultradecennale, è sempre stata la stessa con pochi rari innesti di atlete italiane e straniere. Guerra a quel punto decide di ritirarsi dalla pallavolo e cambia completamente stile di vita. Diventa dirigente della clinica sanitaria «San Francesco» di Ravenna di proprietà della famiglia.
La crisi dell'Olimpia Teodora, di carattere finanziario, di qualità del vivaio, di successi e di seguito anche di pubblico, è effettivamente profonda. Nella fase di ricostruzione parte della vecchia dirigenza viene nuovamente richiamata al servizio della squadra, e a Guerra viene proposto di guidare nuovamente la panchina. Il suo secondo ciclo dura altri tre anni, nei quali la squadra milita prima in A1 (2002-03), cede i diritti e riparte dalla B2 (2004-05) e infine riconquista di nuovo una promozione in B1 (2005-06). A quel punto la panchina della squadra viene assegnata all'allora promettente Davide Mazzanti.